# Nery Bó
Nery Bó (Alcorta, provincia de Santa Fe, 12 de julio de 1987) es un conductor de radio y televisión de Rosario (Argentina). Es periodista de espectáculos en Telefe Rosario

## Biografía
Desde los 12 años, trabajó en señales de radio en las localidades de Alcorta y Máximo Paz. Recibió premios y reconocimientos. A los 18 años, radicado en Rosario comenzó sus estudios de locutor en el Iset XVIII.
Comenzó sus trabajos en diferentes fm de Rosario, entre ellas radio Continental, Del Plata, La Red, AM830 Lt8 y Super. 
Se desempeñó como periodista de espectáculos en el programa de televisión Rosario Directo de lunes a viernes de 7 a 9 por Telefe Rosario desde 2015 a 2019 y fue conductor del programa de radio No Estamos Solos los sábados de 14 a 17 por FM Super 107.5 en Rosario, durante 11 años, desde 2009 a 2019.
El 1 de julio de 2017, fue el periodista de espectáculos que cubrió la gran boda de Lionel Messi y Antonella Rocuzzo desde Rosario para todo el país y el mundo por Telefe y Telefe Internacional. 
Actualmente, y desde 2020 es el periodista de espectáculos en las dos ediciones de los noticieros de Telefe Rosario: El noticiero de la gente y Telefe Noticias.  y desde el 18 de octubre del 2021, conduce Ver+ el programa diario de interacción y entretenimiento.
Desde el 19 de abril de 2021, junto a Sonia Marchesi conducen el programa Tomate tu tiempo que se emite todos los lunes a la medianoche por Telefe Rosario. Copa mediante, los conductores entrevistan a personajes destacados en un ambiente distendido. El objetivo es trascender lo profesional y conocer al invitado desde una perspectiva más íntima.